# Pío IX
Pío IX (en latín: Pius PP. IX), de nombre secular Giovanni Maria Battista Pellegrino Isidoro Mastai-Ferretti (Senigallia, 13 de mayo de 1792-Roma, 7 de febrero de 1878) fue el 255.° papa de la Iglesia católica y el último soberano de los Estados Pontificios.
Su pontificado de 31 años, 7 meses y 22 días -desde el 16 de junio de 1846 hasta su muerte-, ha sido el segundo más largo de la historia de la Iglesia, o el más largo si se descarta el de Simón Pedro, cuya duración exacta es difícil de determinar.
Fue beatificado por el papa Juan Pablo II el 3 de septiembre de 2000 junto a Juan XXIII y su causa de canonización sigue abierta hasta la fecha.

## Biografía

### Orígenes
Nació el 13 de mayo de 1792 en Senigallia, una localidad del territorio de la Marca de Ancona, perteneciente a los Estados Pontificios (actualmente, Italia), con el nombre de Giovanni Maria Battista Pellegrino Isidoro Mastai Ferretti. Fue el noveno hijo de Girolamo (miembro de la noble familia del conde Mastai Ferretti) y de su esposa Caterina Solazzi. Fue bautizado el mismo día de su nacimiento en el Duomo de la ciudad.
Recibió la confirmación el 9 de junio de 1799 del cardenal Bernardino Honorati, obispo de Senigallia, y la primera comunión el 2 de febrero de 1803.
Cursó sus estudios clásicos en el colegio de nobles de Volterra, dirigido por los padres escolapios, entre 1803 y 1808; sus estudios fueron interrumpidos de improviso por un repentino ataque epiléptico, como consecuencia de un traumatismo en el cráneo causado por un grave accidente, al caer al cauce de un torrente en octubre de 1797.

### Estudios y actividades previas
De joven, para dar gusto a los deseos de su padre, intentó hacer carrera en la Guardia noble de la Santa Sede; sin embargo, al no conseguir ser admitido a causa de su epilepsia, decidió seguir sus propias inclinaciones y secundar los deseos de su madre, por lo que comenzó a estudiar teología en el seminario de Roma. Mientras tanto, su enfermedad cesó y pudo ser ordenado sacerdote el 10 de abril de 1819.
En un principio, trabajó como rector del Instituto Tata Giovanni de Roma, hasta que fue enviado a Chile, donde permaneció entre el 7 de marzo de 1824 y junio de 1825 en Santiago con los dominicos, como parte de la representación apostólica del nuncio monseñor Giovanni Muzi, la primera misión en la América del Sur postrevolucionaria. La misión llegó a Montevideo el 1 de enero de 1824 y a Buenos Aires el 3 de enero, recorriendo luego las Provincias Unidas del Río de la Plata en dirección a Chile. Fue auditor asesor del secretario de Estado, el cardenal Ercole Consalvi.
Regresó a Roma para dirigir el hospital de San Michele (1825-1827) y para ocupar el oficio de canónigo de Santa Maria in Via Lata.

### Episcopado y cardenalato
El 21 de mayo de 1827 fue nombrado arzobispo de Spoleto a los 35 años de edad y consagrado el 3 de junio siguiente por el cardenal Francesco Saverio Castiglioni, —futuro papa Pío VIII—. De esta etapa destaca la amnistía que logró para los que participaron en una fallida revolución que, en 1831, se había extendido a aquella ciudad. Este hecho y sus simpatías por la causa italiana le hicieron ganar fama de liberal. Al año siguiente de ese suceso, fue trasladado al prestigioso obispado de Imola manteniendo el cargo de arzobispo ad personam. Fue nombrado cardenal in pectore el 23 de diciembre de 1839 y hecho público el 14 de diciembre del año siguiente con el título de cardenal presbítero de los Santos Pedro y Marcelino.

### Elección papal
El cónclave que siguió a la muerte de Gregorio XVI en 1846 tuvo lugar en un momento de ambiente político inestable en Italia. Esto motivó que varios cardenales extranjeros decidieran no asistir a él. A su comienzo, solo estaban presentes 46 de los 62 cardenales.
Este cónclave se celebró en el palacio del Quirinal de Roma, que entonces era la residencia pontificia, y fue escenario de una división entre conservadores y liberales. Los conservadores apoyaban a Luigi Lambruschini, cardenal obispo de Sabina y secretario de Estado del papa Gregorio XVI. Los liberales, en cambio, apoyaban alternativamente a dos candidatos: a Tommaso Pasquale Gizzi, cardenal del título de Santa Pudenziana y antiguo nuncio apostólico en el reino de Cerdeña, y al cardenal Mastai Ferretti. En la primera votación, Mastai Ferretti obtuvo quince votos y los demás votos fueron para Lambruschini y Gizzi. Muchos pensaban que si Lambruschini no resultaba elegido, lo sería Gizzi con toda probabilidad.

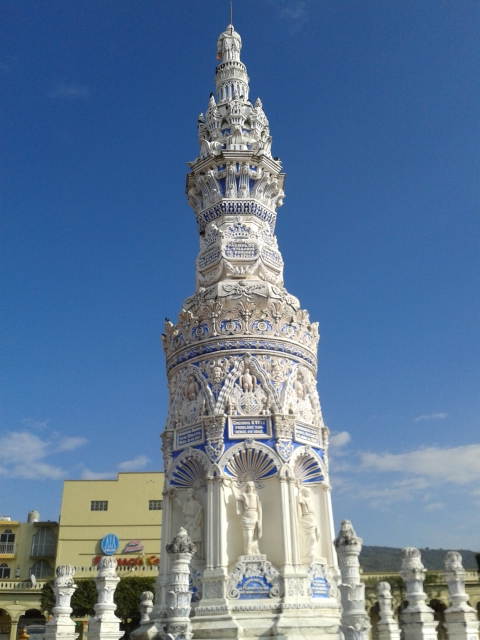
Obelisco en honor al papa Pío IX. Jamay, Jalisco, México.

Llegado el cónclave a un punto muerto a causa del desacuerdo, los liberales y moderados decidieron votar por Mastai Ferretti, una decisión que fue contraria al sentir de buena parte de los gobiernos de Europa. El segundo día del cónclave, el 16 de junio de 1846, Mastai Ferretti fue elegido papa con una mayoría de 36 votos, mientras que Lambruschini solo obtuvo diez; Gizzi no recibió ningún voto. Dado que era de noche, no se realizó ningún anuncio formal, exceptuando la fumata blanca. Muchos católicos asumieron que Gizzi había sido escogido como sucesor de san Pedro. De hecho, empezó a haber celebraciones en su ciudad natal, Ceccano, y sus ayudantes, de acuerdo con una antigua tradición, quemaron sus vestiduras cardenalicias.

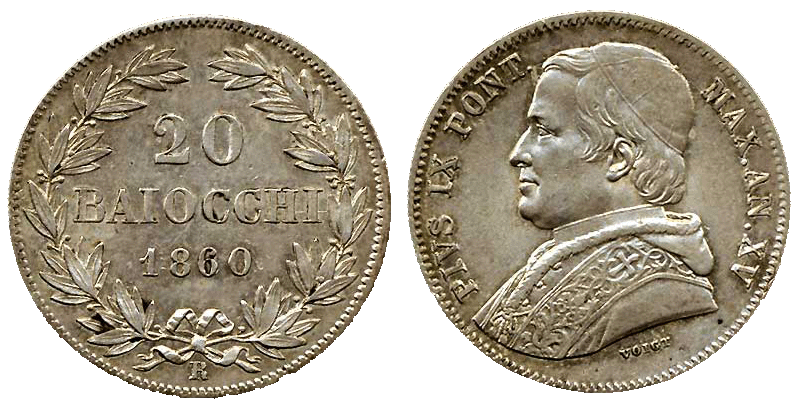
Moneda de 20 baiocchi con la efigie de Pío IX.

A la mañana siguiente, se anunció la elección del cardenal Mastai Ferretti ante lo que debió ser una sorprendida multitud de católicos. Cuando el nuevo papa apareció en el balcón, el clima fue de júbilo. Mastai Ferretti escogió el nombre de Pío IX en honor de Pío VII. A las pocas horas de su elección llegó a Roma Carlo Gaetano von Gaisruck, cardenal del título de San Marco y arzobispo de Milán, que llevaba el veto del emperador Fernando I de Austria a la elección de Mastai Ferretti, pero los hechos ya se habían consumado.
Pío IX fue entronizado el 21 de junio por el cardenal Ludovico Gazzoli, protodiácono de San Eustachio. Inmediatamente nombró a Gizzi secretario de Estado. Los liberales europeos aplaudieron su elección como sumo pontífice.

## Pontificado

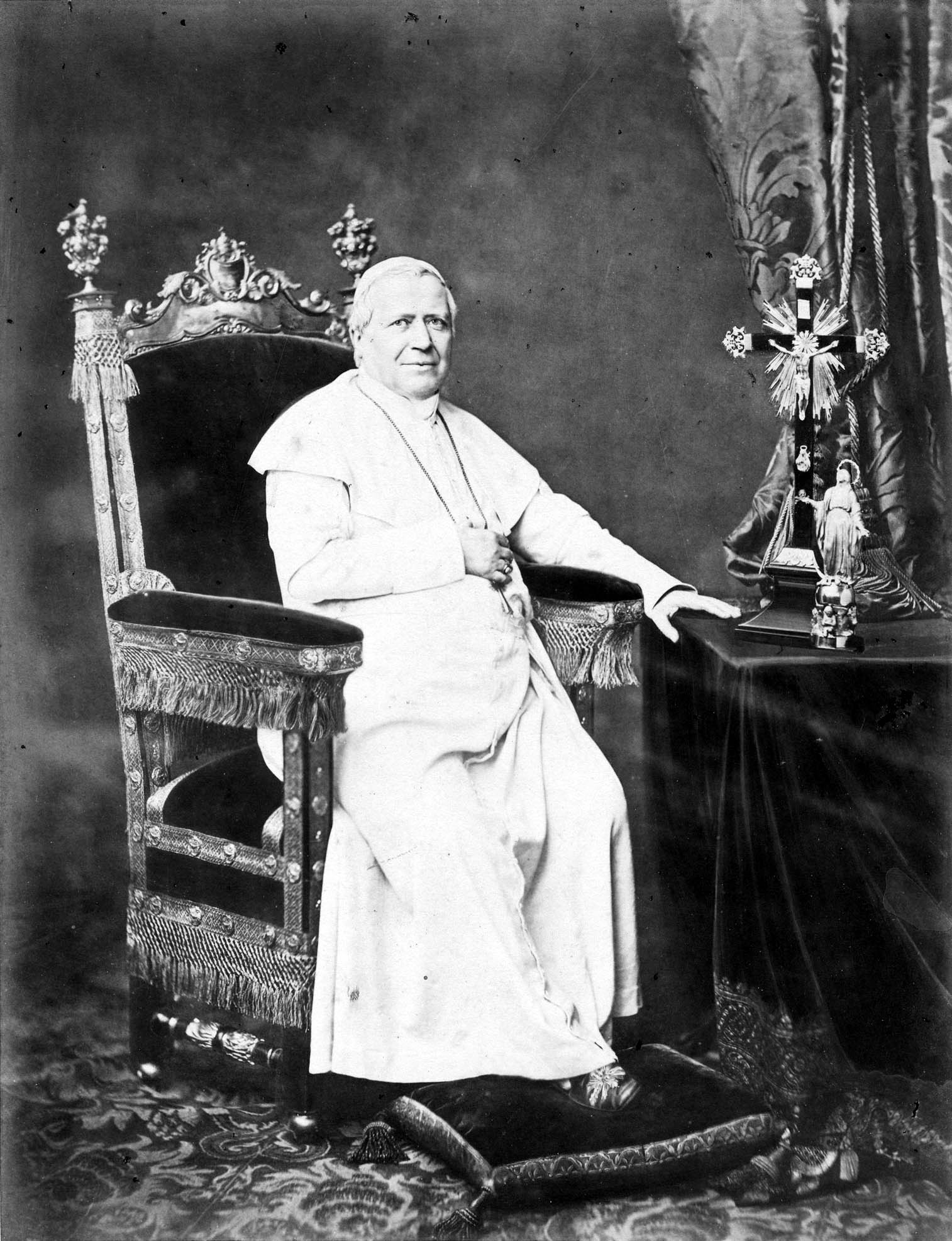
Pío IX en 1864.

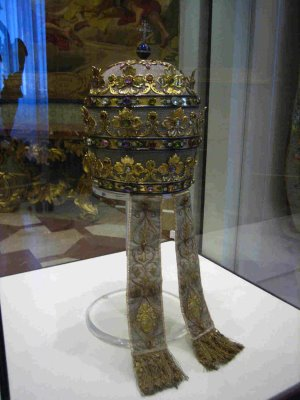
Tiara palatina.

Pío IX tenía fama de ser un hombre culto;[cita requerida] al ser elegido proclamó una amnistía para los presos con delitos políticos e instituyó «la Consulta», una cámara deliberante de representación popular —pero elegida no por sufragio universal, sino censitario— que propició una mayor participación ciudadana en el gobierno de los Estados Pontificios. También abolió el antiguo gueto judío de Roma. Para sus propósitos liberalizadores tuvo que pugnar arduamente con la propia curia romana, hasta el punto de que en dos años tuvo no menos de siete secretarios de Estado.
Durante las revoluciones de 1848 se proclamó la república en Roma, y el papa tuvo que huir a Gaeta, en el Reino de las Dos Sicilias, disfrazado de monje. Desde allí pidió ayuda a las principales potencias católicas: España, Austria, Francia y las Dos Sicilias, que acudieron en su ayuda. Cuando sus territorios le fueron restituidos por los franceses, volvió animado por propósitos menos liberales, ejemplo de ello, la restauración del gueto judío.
En 1853 se reconcilió con las monarquías protestantes de los Países Bajos y el Reino Unido, las cuales permitieron el restablecimiento en sus países de la jerarquía católica.
Los siguientes actos que llevó a cabo, tanto políticos como religiosos, fueron encaminados a la defensa doctrinal y a la preservación de los Estados Pontificios, amenazados por la unificación de los territorios italianos que estaba llevando a cabo el reino de Piamonte. Hacia 1860 el rey Víctor Manuel II había conquistado casi todos los dominios papales.
En 1864 Pío IX promulgó la encíclica Quanta cura que lleva como apéndice el celebérrimo Syllabus errorum, compendio de ochenta proposiciones condenatorias de las doctrinas del momento. Específicamente anatematizó el panteísmo, el naturalismo, el racionalismo, el indiferentismo, el latitudinarismo, el socialismo, el comunismo, el liberalismo (al que calificó como «el error del siglo»), las sociedades secretas, el biblismo, y la autonomía de la sociedad civil. Reafirmaba la invalidez del matrimonio celebrado entre católicos no separados de la Iglesia, que se celebrase ante una autoridad civil, por un defecto de forma canónica.
Otras acciones dignas de destacar de este papa son la proclamación del dogma de la Inmaculada Concepción (encíclica Ineffabilis Deus del 8 de diciembre de 1854) y la convocatoria del Concilio Vaticano I (1869-1870), donde se definió la infalibilidad papal para sus pronunciamientos ex cathedra -circunstancia esta que se produce en contadísimas ocasiones- y el fortalecimiento del primado romano (constitución apostólica Pastor Aeternus de 18 de julio de 1870). El Concilio también recogió las tesis del Syllabus y mediante la constitución Dei Filius (De fide catholica) reconocía a los romanos pontífices el primado de jurisdicción sobre todos los obispos, tanto individual, como colectivamente considerados.
Los esfuerzos de Pío IX para conservar los Estados Pontificios fueron en vano, ya que el 20 de septiembre de 1870 el ejército piamontés entró en Roma y puso fin a la soberanía de los papas, que había durado más de mil años.
Se negó a reconocer el Reino de Italia, a establecer relaciones diplomáticas con él, rechazó las garantías personales que se le ofrecían y excomulgó a Víctor Manuel II, convertido ya en rey de la Italia unificada. Mediante la bula Non Expedit prohibió a los católicos, bajo severas penas canónicas, toda participación activa en la política italiana, incluido el sufragio.
Los últimos años de su pontificado los vivió en condiciones de aislamiento en los palacios del Vaticano, viendo cómo las propiedades de la Iglesia en Italia eran confiscadas, mientras que en Alemania, el canciller Otto von Bismarck comenzaba su Kulturkampf contra el catolicismo. Su pontificado había sido uno de los más largos de la historia y, a su vez, uno de los que tuvo que afrontar problemas más graves.
El 23 de julio de 1858, las autoridades civiles de los Estados Pontificios retiraron la patria potestad a los padres de Edgardo Mortara, que eran judíos, dado que había sido bautizado como cristiano por la criada de la casa cuando el niño corría el peligro de morir por una enfermedad, cosa permitida por la Iglesia católica.Fue acogido en una institución de educación católica; con todo, sus padres intentaron recuperar la custodia durante doce años, empeño que nunca consiguieron. Cuando, finalmente, a raíz del declive del poder de los Estados Pontificios, le fue posible reencontrarse con sus padres judíos, rechazó tal posibilidad. Poco tiempo después, fue ordenado sacerdote. El llamado Caso Mortara conmovió a la opinión pública de la época y, más recientemente, ha sido causa de las críticas que recibió la beatificación de Pío IX.

#### Inicios del catolicismo social
Durante el pontificado de Pío IX se inicia en la Iglesia el denominado catolicismo social, para defender los derechos de los trabajadores tras la revolución industrial.
Los católicos tomaron pronto conciencia de los problemas político-religiosos que se derivaban de la Revolución francesa, sin embargo muy lentamente, como el resto de la sociedad, fueron conscientes de una segunda revolución de otra naturaleza que estaba modificando en profundidad la sociedad tradicional, la denominada revolución industrial.
Desde 1830 los teóricos y activistas, como Robert Owen (cartistas) en Inglaterra y Saint-Simon, Fourier y Proudhon en Francia, habían denunciado las injusticias del capitalismo y del liberalismo, promoviendo la resistencia obrera. En 1847 Marx y Engels habían elaborado el “manifiesto comunista”, la carta magna del socialismo científico.
Mientras el movimiento obrero se organizaba de este modo, amplios sectores de la sociedad, hasta el fin del siglo, rechazaban tomar en consideración la necesidad de lo que hoy se llama “reforma de las estructuras” sea por incomprensión de los nuevos problemas, sea por la absoluta novedad de los mismos.
Lo penoso de la situación fue reconocido por un número cada vez mayor de personas, sin embargo éstos no veían otra solución que la caridad privada y las obras de beneficencia, que más bien eran remedios sintomáticos para paliar algunas de las consecuencias de la nueva estructura socioeconómica de Europa, pero no para atacar las raíces del problema.
No obstante, una minoría muy pronto hizo propias estas preocupaciones sociales, dándose cuenta de que la cuestión obrera constituía un grave problema de justicia. Sobre todo en Alemania, la toma de conciencia de esta situación se adelantó al resto de países, de modo que, en justicia, debe ser colocado en este país el origen del movimiento social católico que en 1891 tendrá su primera expresión oficial en la encíclica Rerum Novarum de León XIII.
Con todo, no es exacto que con esta encíclica se iniciara la doctrina social de la Iglesia. Pío IX, si bien más preocupado por las repercusiones del liberalismo en el campo político y doctrinal, no ignoraba la faceta social de esta doctrina. A menudo se olvida que Pío IX, en la encíclica Quanta Cura, (1864) condenó el socialismo y el liberalismo económico, por lo que hizo un primer esbozo de las enseñanzas que León XIII desarrollará: denunciaba conjuntamente, por una parte, la pretensión del socialismo del siglo XIX de sustituir la Providencia divina por el Estado y, por otra, el carácter materialista del liberalismo económico que excluye el aspecto moral de las relaciones entre capital y trabajo.

#### El caso alemán: Monseñor Ketteler

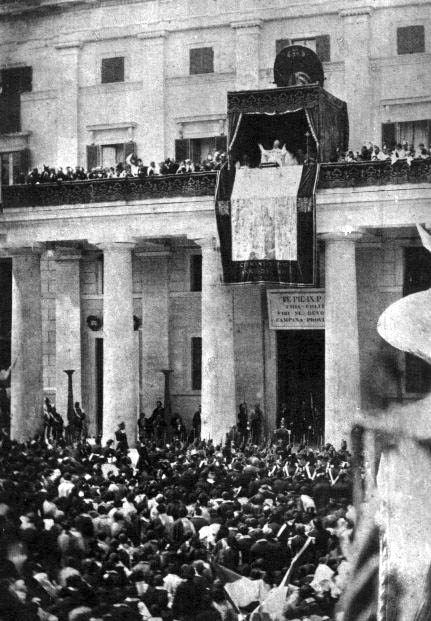
Pio IX en 1863.

Alemania estuvo a la vanguardia del movimiento social católico, y en este país se inicia el primer partido político católico. Se puede afirmar que, en gran parte, el caso alemán se debe a la obra y la actividad del obispo de Maguncia Wilhelm Emmanuel von Ketteler.
Su importancia es de orden doctrinal, sintetizado en su obra "La cuestión obrera y el cristianismo" (1864), escrito tras 15 años de reflexión. Su novedad radicaba más en el diagnóstico de la problemática, que en la concreta solución que proponía: no se conformaba con sugerir algunas reformas concretas, sino que señalaba que el problema obrero era de tal magnitud que no se podía concebir sino mediante una nueva concepción del estado opuesta al individualismo liberal y al totalitarismo estatalista.
Con independencia de la solución apuntada por monseñor Ketteler (postulaba la organización de la sociedad en un modo corporativista) su análisis de la situación señalaba que no era suficiente limitarse a paliar determinadas carencias sociales, sino que había que cambiar el mismo sistema de las cosas.
Ketteler, del cual León XIII dirá que fue su “ gran precursor”, murió en 1877, pero su espíritu no desapareció con él, y se le puede atribuir en buena parte las primeras leyes sociales, muy progresistas para la época, que fueron votadas en el Reichstag con el apoyo del Partido de Centro, cuya doctrina social se inspiró en Ketteler.
Es justo señalar, además, que junto con importante aportación doctrinal, monseñor Ketteler desarrolló toda una gran actividad en su diócesis y en toda Alemania, empeñando todo su prestigio como prelado para fomentar la creación de entidades asociativas católicas de obreros que defendiesen por medios pacíficos sus derechos:
- Aumento de salarios.
- Disminución de horas de trabajo.
- Descanso dominical.
- Prohibición del trabajo a los menores.

#### Vida sacramental y espiritual del pontificado de Pío IX

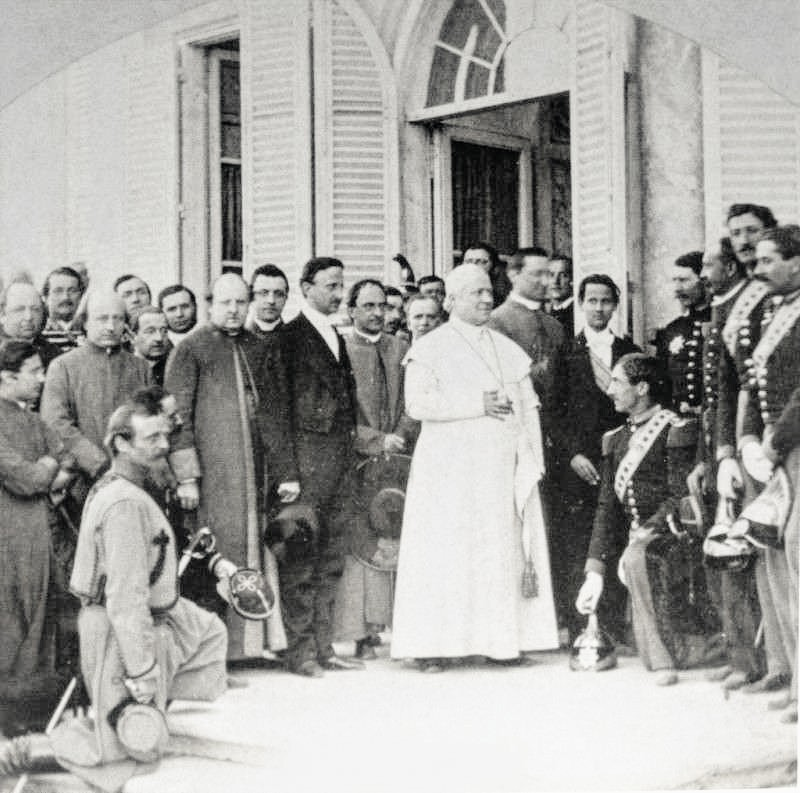
Pío IX con el rey de las Dos Sicilias, Francisco II en Anzio en 1862.

Una de las características del pontificado de Pío IX fue la superación del jansenismo en la Iglesia católica.
El jansenismo es un movimiento del siglo XVI en cuya base está una doctrina sobre la gracia, que dio por resultado una especie de catolicismo “calvinizado”.
En síntesis, la posición dogmática del jansenismo era que el pecado original había provocado una corrupción radical de la naturaleza humana. La voluntad humana desde la caída de Adán es impotente ante el asalto de la concupiscencia. No puede evitarse el pecado en tanto al hombre no le sea concedida la gracia divina. La gracia es omnipotente e irresistible. Si Dios concede la gracia, el hombre evita el pecado; sin la gracia no se puede hacer otra cosa que pecar. Sin embargo, la gracia solo se concede a unos pocos, a quien Dios desea salvar; por lo tanto Cristo no murió por todos los hombres, sino por unos pocos. 
Esta doctrina fue reprobada repetidas veces por los Romanos Pontífices; sin embargo este movimiento seguía ejerciendo influencia en el catolicismo, especialmente en Francia y en los Países Bajos.
En particular, la práctica jansenista del uso de los sacramentos en general, y de la penitencia y la eucaristía en particular era contraria al espíritu de la Iglesia post-tridentina.
Para el movimiento jansenista la comunión eucarística solo era una recompensa para el que triunfaba en la virtud; es más, rechazar la recompensa era, incluso, más meritorio que aceptarla. Por ello, en los territorios de influencia jansenista, era frecuente que los fieles católicos recibieran raramente la comunión.
Dadas estas premisas, se puede señalar, por contraposición, que una de características de la vida sacramental promovida durante el pontificado de Pío IX como superación del jansenismo, es la mayor frecuencia en la recepción de los sacramentos, en especial de la eucaristía y la penitencia, así como un aumento de las devociones de los fieles católicos. En síntesis, y sin afán de exhaustividad, se puede enumerar:
- Aumento de la piedad eucarística y de la adoración al Santísimo Sacramento fuera de la celebración eucarística. Y así, en efecto, en 1851 Pío IX recomienda oficialmente la Adoración Perpetua.
- Otro rasgo de la superación del jansenismo es la extensión a toda la Iglesia de la devoción al Sagrado Corazón de Jesús. Pío IX proclama venerable a Margarita María Alacoque y extiende la fiesta del Sagrado Corazón de Jesús a la Iglesia Universal. En este sentido, es destacable la iniciativa para consagrar al Sagrado Corazón individuos, familias, congregaciones religiosas, incluso Estados. Hubo una petición presentada a Pío IX al acabar el Concilio Vaticano I suscrita por casi todos los obispos y superiores de Órdenes religiosas y más de 1 000 000 de fieles laicos para consagrar el mundo entero al Sagrado Corazón de Jesús.
- Redescubrimiento de Cristo: El jansenismo daba más importancia a la majestad abstracta de Dios que a Cristo “Perfectus Deus, Perfectus Homo”. Ahora la piedad se hace más cristocéntrica; de modo que, con propiedad, algunos autores señalan la espiritualidad de esta época como la del “redescubrimiento de Cristo”. En este sentido, y con carácter anecdótico, se puede señalar la gran popularidad y difusión que tuvieron algunas obras de espiritualidad centrada en la vida de Cristo, como por ejemplo “la Dolorosa Pasión de Nuestro Señor Jesucristo” de Ana Catalina Emmerick.[10]

#### La renovación de la Teología moral
También en este campo, el jansenismo había dejado su huella, generando una teología moral que se caracterizaba por un rigorismo muy acentuado; se puede sintetizar señalando que entendían que las obras de los no cristianos no tenían absolutamente ningún valor; además rechazaban el dolor de atrición (en contradicción con el Concilio de Trento) por considerarlo sumamente imperfecto.
Frente a esta postura moral, surgió ya en el siglo XVIII la figura de san Alfonso María de Ligorio, cuya renovación en este campo es recomendada por Roma en numerosas ocasiones; Pío IX, en este sentido, en un gesto muy significativo, proclamó a san Alfonso María de Ligorio doctor de la Iglesia en 1871, a petición de un número muy elevado del episcopado mundial —unos seiscientos obispos—. Esta nueva perspectiva moral fue acogida con entusiasmo por los clérigos.

### Últimos años y muerte

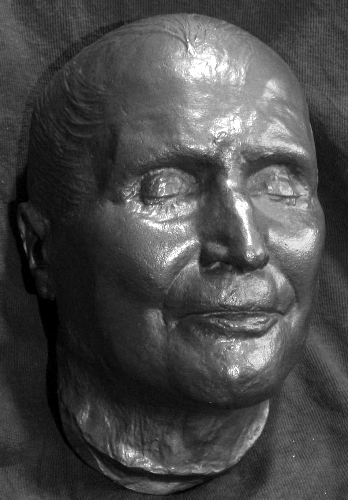
Máscara mortuoria de Pío IX.

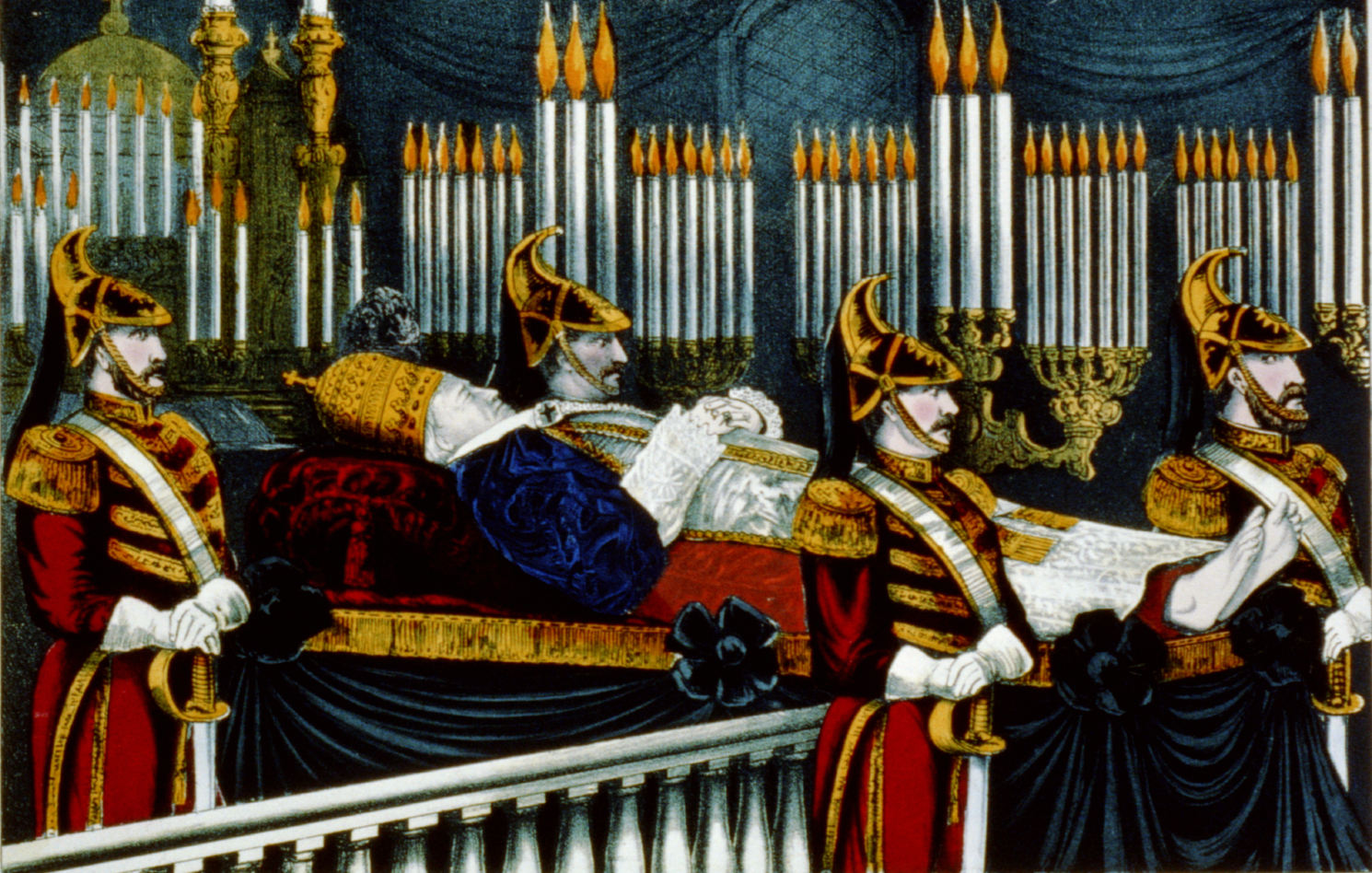
Funeral de Pío IX.

Pío IX logró vivir lo suficiente para presenciar la muerte de su antiguo adversario, Víctor Manuel II de Italia en enero de 1878. Tan pronto como se enteró de la gravedad de la situación del rey, Pío IX lo absolvió de todas las excomuniones y otras penas eclesiásticas. El propio Pío IX murió un mes después, el 7 de febrero de 1878 a las 5:40 de la tarde, de una epilepsia que dio lugar a un repentino ataque al corazón, mientras rezaba el rosario con sus colaboradores.
Desde 1868, el papa sufría erisipelas faciales y luego, llagas abiertas en las piernas. Sin embargo, insistió en la celebración de la misa todos los días. El calor sofocante del verano de 1877 empeoró sus llagas, llegando incluso a tener que ser transportado para poder moverse. Se sometió a varios procedimientos médicos dolorosos, que llevó a cabo con notable paciencia. Pasó la mayor parte de sus últimas semanas en su biblioteca, donde recibió a sus cardenales y realizó audiencias. El 8 de diciembre, en la fiesta de la Inmaculada Concepción, su situación mejoró notablemente hasta el punto de que pudo volver a caminar. En febrero podía decir la misa de nuevo por su cuenta, de pie, disfrutando de la fiesta popular del 75.o aniversario de su primera comunión. 
Bronquitis, una caída al suelo y un aumento de las temperaturas empeoraron su situación después del 4 de febrero de 1878. Siguió bromeando sobre sí mismo, cuando el cardenal vicario de Roma ordenó tocar las campanas y decir oraciones durante su recuperación. «¿Por qué quieres impedirme ir al cielo?», le preguntó con una sonrisa. Pero le dijo a su médico que había llegado su hora. Con su muerte a los 85 años, se concluyó el pontificado más largo en la historia del catolicismo, después del de san Pedro, que la tradición sostiene había reinado durante 37 años. Sus últimas palabras fueron: «Guarda la Iglesia a la que tanto amé y sagradamente», según lo registrado por los cardenales de rodillas al lado de su cama. [cita requerida]
Su cuerpo fue enterrado inicialmente en las grutas vaticanas, pero se trasladó en procesión la noche del 13 de julio de 1881 a la Basílica de San Lorenzo Extramuros, tal y como él mismo había señalado en su testamento. Cuando el cortejo se acercaba al Tíber, un grupo de romanos anticlericales amenazó con lanzar el ataúd al río. Solo la llegada de un contingente de la milicia libró al cuerpo de Pío IX de semejante acto.
Durante casi treinta años, los restos de Pío IX descansaron en un sepulcro construido por Raffaele Cattaneo, cuya lápida ostentaba la frase «Ossa et cineres Pii IX papae. Orate pro eo» («Huesos y cenizas del papa Pío IX. Rogad por él»). El 28 de junio de 1956, se llevó a cabo la exhumación del cuerpo para verificar su incorruptibilidad, tras la cual fue reubicado en una capilla próxima al altar de la basílica de San Lorenzo para veneración pública.

## Beatificación

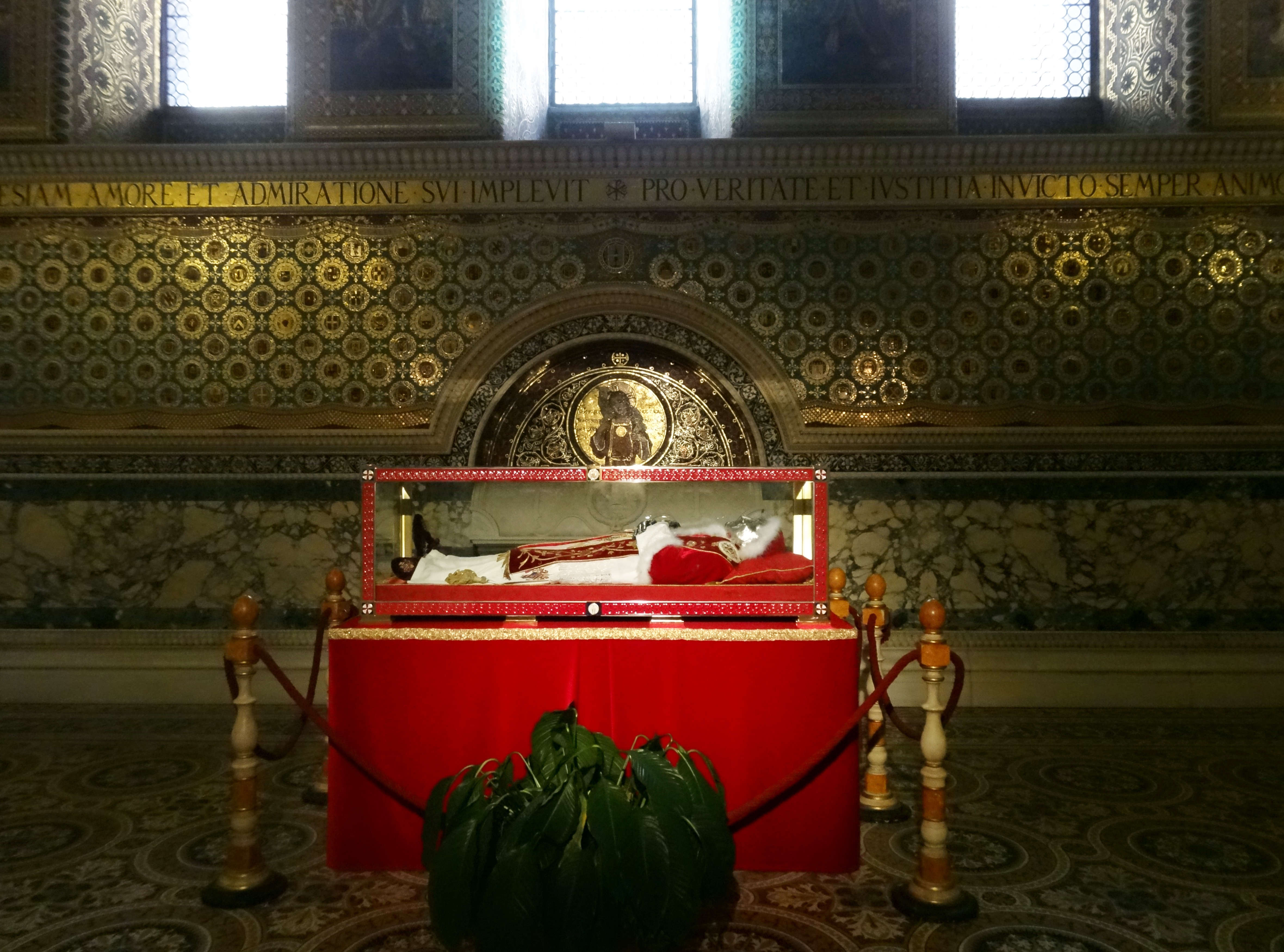
Urna con los restos de Pío IX, en la basílica de San Lorenzo Extramuros.

El proceso para la beatificación de Pío IX —que en sus primeras etapas tuvo la firme oposición del gobierno italiano— se inició el 11 de febrero de 1907 y se reanudó en tres ocasiones. Sin ningún tipo de oposición italiana, el papa Juan Pablo II lo declaró venerable el 6 de julio de 1985 y lo beatificó el 3 de septiembre de 2000 —cuando también se incluyó la beatificación del papa Juan XXIII—. Se le conmemora litúrgicamente el 7 de febrero, aniversario de su muerte.
La beatificación de Pío IX fue controvertida y criticada tanto por judíos como por cristianos debido a la percepción de su política como autoritaria y reaccionaria, la acusación de abuso del poder episcopal y el antisemitismo —en concreto, el caso de Edgardo Mortara—. Los críticos sostienen que su beatificación coloca «una carga insoportable sobre las relaciones entre los judíos y católicos», especialmente teniendo en cuenta los gestos conciliadores de Juan Pablo II hacia el judaísmo. El proceso coincidió con la también polémica canonización de Edith Stein.

## Obra

### Documentos

#### Constituciones apostólicas

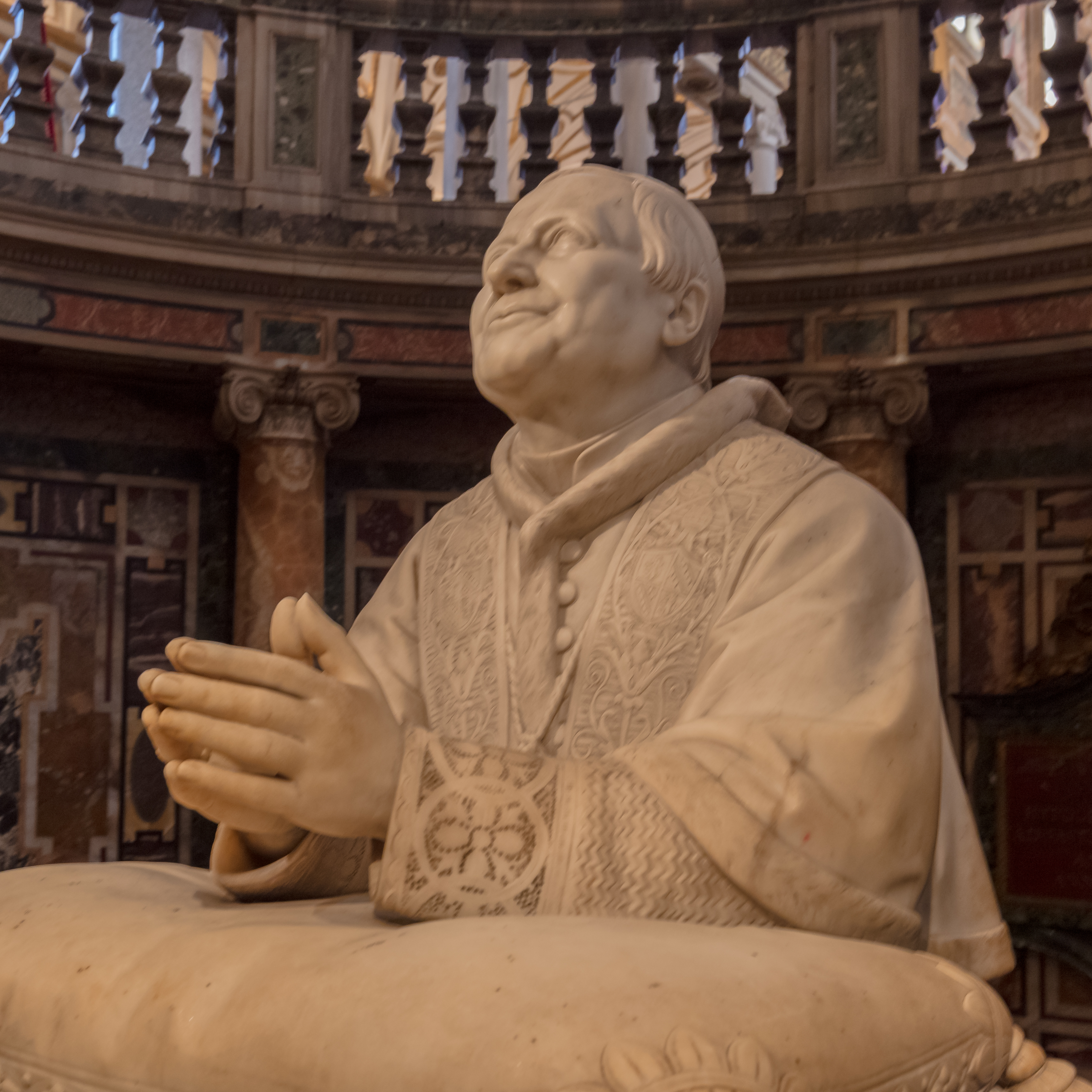
Monumento a Pío IX en la Basílica de Santa María la Mayor, Roma.

- Nei giorni, proclamando un indulto para los condenados por delitos políticos en los Estados de la Iglesia (9 de noviembre de 1846)
- Nelle istituzioni, proclamación del Estatuto Fundamental para el Gobierno Temporal de los Estados de la Iglesia, (14 de marzo de 1848)
- Ex aliis nostris, condiciones para obtener indulgencias en el jubileo extraordinario proclamado (21 de noviembre de 1851)
- Reversurus, sobre la correcta elección de obispos (12 de julio de 1867)
- Dei Filius, promulgando la constitución del Concilio Vaticano I que condena el “racionalismo” o “naturalismo” (24 de abril de 1870)
- Pastor Aeternus, constitución del Concilio Vaticano I que reafirma el Primado Romano y proclama la infalibilidad del papa cuando habla ex cathedra (18 de julio de 1870)

#### Cartas apostólicas
- Tuas libenter, al nuncio en Baviera, sobre la reciente reunión de teólogos celebrada en Múnich sin el consenso de la Santa Sede (21 de diciembre de 1863)
- Religiosas regularium, al obispo de Tiane, sobre la Orden Antoniana y la situación de la Iglesia católica en Armenia (23 de febrero de 1870)
- Ecclesia Dei, al cardenal Costantino Patrizi, obispo de Ostia, decano del Sacro Colegio y vicario para la ciudad de Roma, manifestando el rechazo de las Guarentigie ofrecidas al papa por el rey Víctor Manuel II (2 de marzo de 1871)
- Costretti nelle attuali, al cardenal Costantino Patrizi, sobre las intenciones del Reino de Italia de suprimir las órdenes religiosas (16 de junio de 1872)

### Centros Educativos
- Asociación Católica de Señoras de Madrid.